# Giliap
Pour plus de détails, voir Fiche technique et Distribution.
Giliap est un film suédois réalisé par Roy Andersson, sorti en 1975.

## Synopsis
Il s'agit de la vie d'un serveur d'un restaurant où règne une mauvaise ambiance et de sa rencontre avec une femme, Anna, elle aussi serveuse. Tous deux veulent échapper à leur vie sordide mais manquent de communication, et leur histoire d'amour semble difficile.

## Fiche technique
- Titre : Giliap
- Réalisation et scénario : Roy Andersson
- Pays d'origine : Suède
- Format : Couleurs - Stéréo - 35 mm
- Genre : Drame
- Durée : 140 minutes
- Date de sortie : 1975

## Distribution
- Thommy Berggren : Giliap
- Mona Seilitz : Anna
- Willie Andréason : Gustav Svensson, "Greven"
- Lars-Levi Læstadius : Kreip
- Henry Olhans : The Vulture, "Gamen"
- Rainer Mieth : Fat Chef
- Julie Bernby : chanteur
- Arne Leif Nielsen : Simonsson
- Raymond Johansson : Gunman
- Sven Sparr : vieil homme
- Irma Attermark : Cashier
- Ingvar Lagergren : punk
- Lars Lennartsson : Bartender
- Lennart Pilotti : invité surprise
- Pernilla August : fille à l'hotel Summer